# トム・ヘンドリクソン
トム・ヘンドリクソン（Tom Hendrickson、1994年9月1日 - ）は、ニュージーランド出身のラグビーユニオン選手。

## 来歴
エクセター・チーフス、レッドルースR.F.C.、コーニッシュ・パイレーツ、プリマス・アルビオンRFC、エクセター・チーフス に所属。
2023年、花園近鉄ライナーズに加入。
2024年1月6日に行われたJAPAN RUGBY LEAGUE ONE第4節カンファレンスB三重ヒート戦にて途中出場でリーグワン公式戦初出場を果たした。
2025年5月、花園近鉄ライナーズを退団。